# Драгомира
Драгомира је женско словенско и румунско име, сложено из речи „драг“ и „мир“ и које има значења „драга“ и „миротворка“. То је женски облик имена Драгомир, а може бити варијанта имена Драга.

## Популарност
У Словенији је ово име 2007. било на 656. месту по популарности.

## Изведена имена
Претпоставља се да су имена Мира и Мирко, као и њима слична имена изведена од овог и сличних сложених имена.